# Ex abbazia di Notre-Dame de l'Assomption
L'ex abbazia di Notre-Dame de l'Assomption è una chiesa situata a Montsalvy nel dipartimento del Cantal, in Francia. Questa chiesa è il principale edificio religioso del paesino, e anche la sede della parrocchia.

## Storia
All'origine, un primo gruppo di edifici fu costruito nel XI secolo secondo la volontà di San Gausbert. Il monastero si trovava al sud della chiesa, intorno all'attuale piazza del chiostro (place du cloître in francese) che adesso non esiste più, che era circondata dalla sala capitolare e una dimora all'est, e il refettorio dei monaci a sud. Del gruppo iniziale di edifici ad ovest rimane soltanto il presbitero.
Gli antichi edifici sono iscritti a titolo di monumento storico nel 1942; la chiesa, la sala capitolare e il refettorio sono classificati come monumenti storici dal 1982.

## Descrizione
La chiesa è un edificio di stile romanico che si compone di una navata, due collaterali, un transetto, e tre cappelle radiali. L'esterno fu rimaneggiato nel XVII secolo.
L'edificio comporta notevolmente come elementi rimarcabili: una sala del tesoro d'arte culturale cantonale e un cristo "jupponé" di legno.